# فراترنالیسم

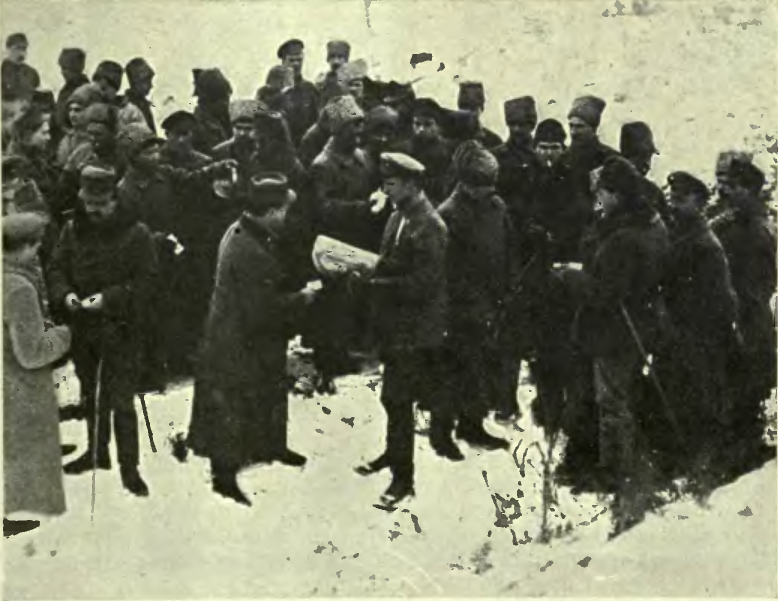
فراترنالیسم

فِراتِرنالیسم (به فرانسوی: Fraternalisme) یا فراترنالیزم (به انگلیسی: Fraternalism)، برگرفته از fraternité به معنای برادری و اُخوّت که درقرن چهاردهم میلادی استفاده می‌شده است. امروزه اصطلاحاً مسلک پیروان جمعی از دانشمندان بزرگ اروپایی است که ازدواج با زن را مانع کسب کمال و ترقی برای مرد می دانستند و هرچند اصل سنت ازدواج را برای بقای نوع بشر حکمتی الهی می شمرند، ولی معتقدند که دراغلب موارد، زنان از این سنت مشروع، سوء استفاده یا سوء برداشت کرده و مرد را به هلاکت می کشانند. بنابراین از نظر آنان دانشمندان نباید با زنان ازدواج کنند، چون این باعث عقب افتادن آنها از سیر تکاملی خود می‌شود و در زندگانی دنیوی و اُخرَوی خود دچار حسرت و پشیمانی خواهند شد.
این دسته از افراد اعتقاد دارند که هر مرد یا پسری، دارای یک مکمّل یا متمّم مثل خودش در میان مردان و پسران جهان است، که بایـد او را با تلاش و سعی فراوان بیابد، تا هر دو با کمک هم، راه کمال را در پیش گرفته و با روی هم گذاشتن و ضرب کردن قوای روحانی و روانی خود در یکدیگر، از طریـق عشق پاک انسانی و نـه شهوانی حیوانی (که به آن "عشق افلاطونی" نیز میگویند)، تصاعدی هندسی ایجـاد کرده و در نتیجه، همین دو پسر یا دو مرد متناسب با هم، بتوانند یک دنیا را در جهت مثبت و سازنده تغییر دهند.
دانشمندان نام برده، همگی تا پایان عمـر، مجـرّد از زن و فرزند بوده و هرگاه به آنها عیب گرفته میشد که چرا ازدواج نمی‌کنند، ایشان برخی از پیامـبران بزرگ الهی همچون: عیسی بن مریم و یحیی نبی و نیز پسران مجرّد دیندار مذکور در کتب آسمانی (اصحاب کهف) را مثال می آوردنـد تـا ثابت کنند که اینگونه مجرّد بودن هیچ عیبی ندارد وگرنه این افراد مورد مدح و ستایش خداوند قرار نمی‌گرفتند.
گذشته از استـناد به مجرّد بـودن برخی از پیامبران و بزرگان الهی، به احادیثی از شخص پیامبر گرامی اسلام استناد شده که در آنهـا پسـران دوره‌ی آخِرالزمان را به ترک ازدواج و مجرّد بودن (عَزَب بودن) ترغیب فرموده و از آنجا که این احادیث را بزرگان شیعه در کتب خود نقل نموده‌اند، شهید ثانی ( شیخ زین الدین عامـلی – شهادت ۹۹۶ هـ.ق در استانبول) که صاحـب کتاب معروف حوزوی شرح لـُمعه نیز هست، در کتاب مشهور دیگر خود: مُنیَة المُرید، فتوی به ترجیـح مجرّد بودن برای پسران طالب علم و کمال داده و به سختی از آن دفاع نموده و زن را مانع رشد تکاملی علمی مرد معرّفی می نماید.
همچنین تقریباً تمامی تواریخ شیعه و سنی، اتفاق نظر بر این مورد دارنـد کـه سلمان فارسی بزرگ‌ترین صحابی محمد پس از علی بن ابی‌طالب تا آخر عمر، مجرّد و عَزَب بوده و محمد و علی به او در این مورد هیچ ایرادی یا اعتراضی وارد نیاورده‌اند و همواره او را ستوده و تکریم کرده‌اند. و دیگر اینکه، بسیاری از علماء شیعه معتقدند که امام دوازدهم شیعیان (مهدی) به جهت شرایط خاصّی که دارد، مجرّد باقی‌مانده و ازدواج نکرده است. و این به عقیده‌ی آنها همان راهی است که برخی از بزرگان شیعه همچون ناصرخسرو و ابوحاتم رازی و دیگر مبلغان تشیّع، به پیروی از آن بزرگان در پیش گرفته بودند.
اینها همراه با ده‌ها دلیل دیگر از کتابهای روایی و رجالی و حدیث شیعـه، سبب شده تا فراترنالیسم با پیوند به عقد برادری (عقد اُخوّت) مذکور در احادیث شیعیان امروزه بنحوی چشمگیر در میان نوجوانان شیعه مذهب کشورهای مزبور، شیوع پیدا کند و در مقابـل فِمینیسم (زن گرایی) به عنوان یک رقیب سرسخت و جدّی پا به میدان نهد و فِمینیست ها را دچار یک چالش جدّی در پیشبرد اهدافشان در این کشورها بنماید.
برخی از محققان، به اشتـباه جوانان فراترنالیست را به شیعیان اسماعیلیه نسبت داده‌اند، که همواره در طول تاریخ عملیّات مخفیانه و وسیع را برعهده می گرفته‌اند و در میان مردم به نحو ناشناس، به تبلیغ مرام خود می پرداخته‌اند. اما اگرچه باید این را پذیرفت که عملیّات احزاب فراترنالیسم تا حدّی شبیه به عملیّات مرموز و مخفی اسماعیلیه است و بسیاری از شیعیان اسماعیلی هند و زیدی یمن و... نیز امروزه به جنبش فراترنالیسم پیوسته‌اند.
در خاتمه باید این مسئله را یادآور شد که لفظ فراترنالیسم و در معنای قدیمی آن (قرن۱۴ و۱۵م) به مفهوم عضویّت در انجمن‌های اخوّت و برادری، با هدفی آرمانی و واحد، توأم با اتحاد و همبستگی اعضاء بکـار می رفته.